# Fontana di Monteoliveto

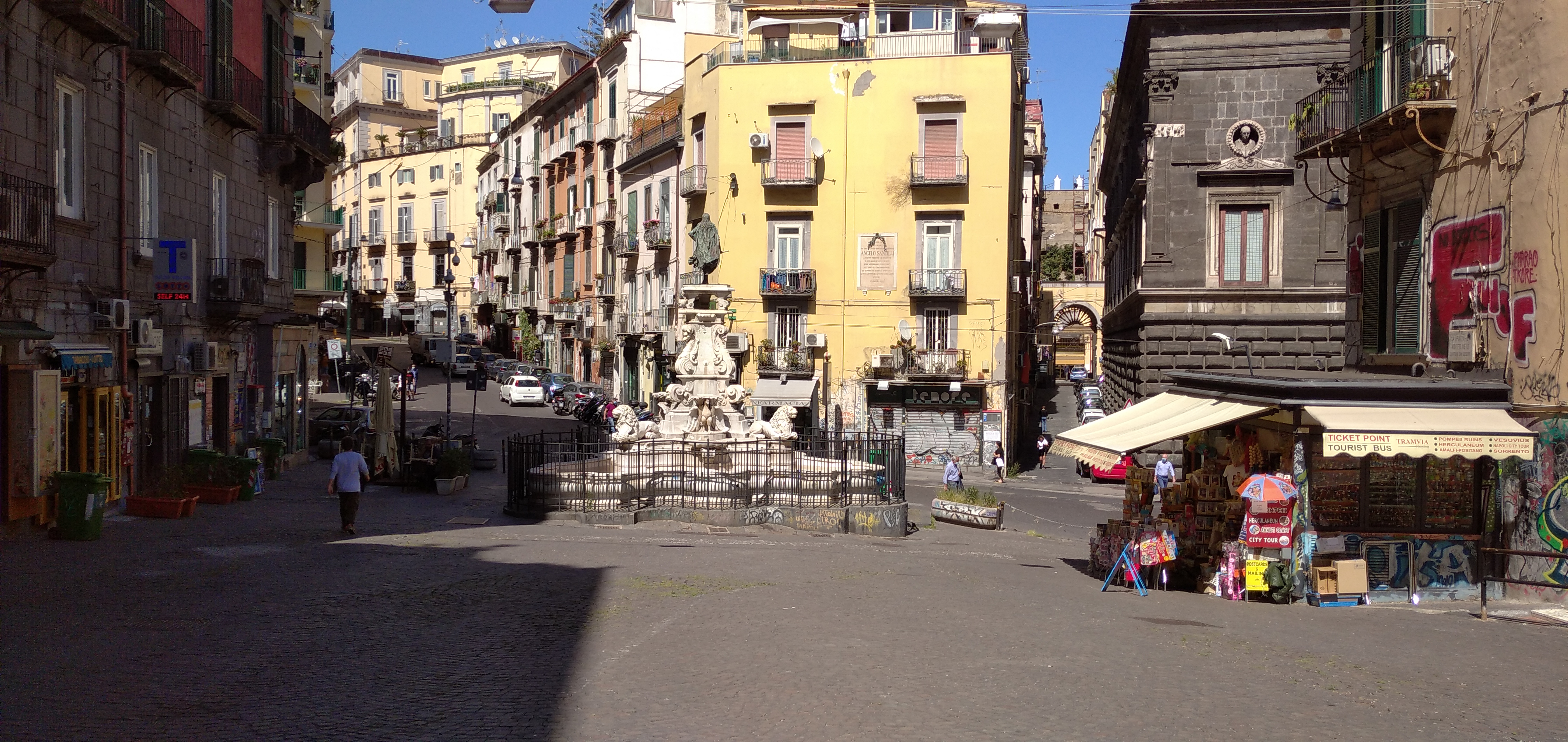
Fontana di Monteoliveto

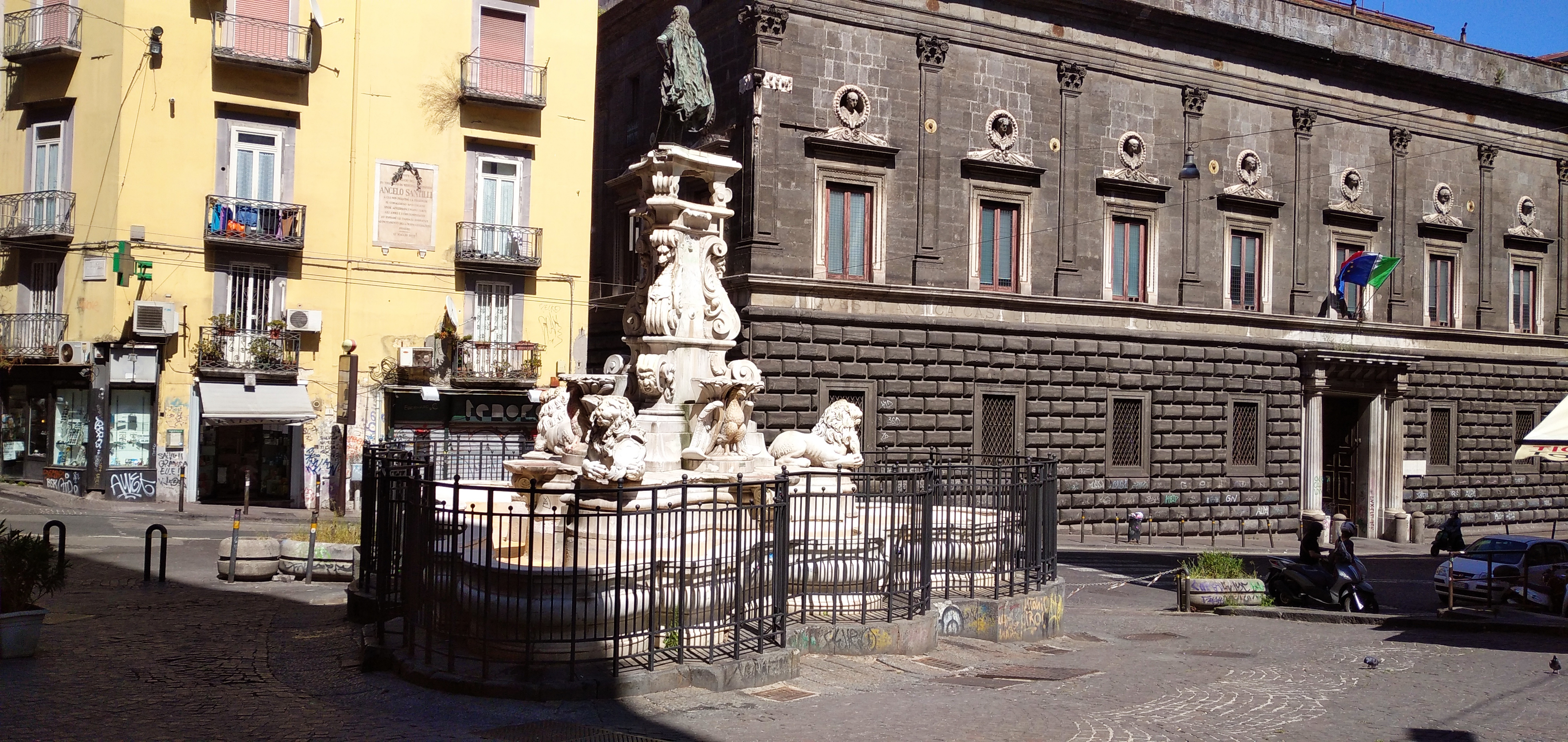
Altra panoramica

La fontana di re Carlo II, più nota come fontana di Monteoliveto, è una fontana monumentale di Napoli situata nell'omonima piazza cittadina.
Prende il nome dalla statua bronzea di Carlo II di Spagna posta sulla sommità.

## Storia e descrizione
I lavori della fontana iniziarono nel 1668 dai marmorari Bartolomeo Mori e Pietro Sanbarberio con la supervisione dell'architetto e ingegnere Donato Antonio Cafaro; nel 1671 il Mori morì e a lui subentrarono Dionisio Lazzari e Giovanni Mozzetti. Giunta all'ultimazione, vennero affidati i lavori per la realizzazione della statua in bronzo di Carlo II di Spagna agli scultori Giovanni Maiorino e Giovanni D'Auria, su disegno di Cosimo Fanzago; tuttavia i due non terminarono l'opera scultorea, la cui esecuzione venne affidata a Francesco D'Angelo, che la terminò nel 1673.
La struttura si presenta con una vasca polilobata a tre bracci, con al centro un piedistallo di eguale forma, con tre leoni che reggono, fra le zampe, gli stemmi del re, del viceré e della città, alternati ad aquile che hanno, sulla base esterna, tre vaschette a forma di conchiglia sorrette da una voluta. Al centro vi è un basamento a forma di obelisco piramidale sormontato dalla statua bronzea di Carlo II di Spagna.
Nel 2013 la fontana viene sottoposta a restauro a causa di parziale crollo della struttura di sostegno dovuto all'incuria.